# Bifidocoelotes bifidus
Bifidocoelotes bifidus là một loài nhện trong họ Agelenidae.
Loài này thuộc chi Bifidocoelotes. Bifidocoelotes bifidus được miêu tả năm 2001 bởi Jia-Fu Wang, Tso & Wu.